# Lichtentanne
Lichtentanne − miejscowość i gmina w Niemczech, w kraju związkowym Saksonia, w okręgu administracyjnym Chemnitz, w powiecie Zwickau.

## Współpraca
Miejscowość partnerska:
- Roßdorf, Hesja